# أورشكوغ-هولاند
أورشكوغ هولاند (باللغة النرويجية: Aurskog-Høland) بلدية في مقاطعة آكرشوس في النرويج وتعد جزاء من منطقة روماريك التاريخية. المقر الإداري للبلدية هو قرية بيوركالنغن.

## التاريخ
تأسست البلدية سنة 1966 بعد ضم كل من بلديات أورشكوغ، هولاند الشمالية، هولاند الجنوبية وستاسكوغ في بلدية واحدة.

## التسمية
اسم أورشكوغ مشتق من اسم مزرعة أور وهو كلمة تعني في اللغة النوردية القديمة «الحصى». أما الجزء الأخير من الكلمة شكوغ فيعني «الأشجار» أو «الغابات» وبهذا يكون الاسم كاملا يعني «الغابات حول مزرعة أور». علما أنه قبل 1918 كان الاسم النرويجي يهجأ بطريقة مختلفة: Urskog.
أما كلمة هولاند فهي الأخرى مكونة من جزأين الأول مشتق من كلمة «هوي» وتعني التبن أو القش، والثاني «لاند» ويعني الأرض.

## شعار النبالة
اعتمد شعار النبالة في 4 فبراير/شباط 1983 ويتكون من حيوان جراد البحر إستاكوس إستاكوس مع خلفية ذهبية اللون. هذا الشعار مستق من شعار أقدم يصور بحرية تحفها الأشجار وفي داخلها حيوان جراد البحر.

## الجغرافيا
أوركشوغ هولاند هي أكبر بلدية في مقاطعة آكرشوس حيث تبلغ مساحتها 967 كيلومترا مربعا. أهم القرى هي أوركشوغ وبيوركيلاغن. جزء هام من البلدية مغطى بالغابات، لكن هذا لا يمنع وجود العديد من الأراضي الخصبة للزراعة. يمر في البلدية كل من نهري هالدانفاسدراغت وهولاندسيلفا.

## الأقليات العرقية
المعلومات الآتية قائمة على إحصائيات 2015.
| الموطن الأصلي | العدد |
| ------------- | ----- |
| بولندا        | 472   |
| ليتوانيا      | 219   |
| السويد        | 127   |
| ألمانيا       | 104   |
| تايلندا       | 77    |
| الدانمارك     | 53    |
| رومانيا       | 49    |
| باكستان       | 41    |

## الاقتصاد
تبعد العاصمة أوسلو حوالي ساعة من السياقة غرب أوركشوغ هولاند. سيارة "Think" التي تعمل بالطاقة الكهربائية صنعت لأول مرة في أورشكوغ.

## التوأمة
تملك أورشكوغ-هولاند اتفاقيات توأمة مع كل من:
- فريديريكسوند، الدنمارك.
- كوملا، السويد.
- سيبوو، فنلندا.

## راوبط خارجية
- معلومات حول البلدية في موقع الإحصاءات النرويجي.
- معلومات سياحية حول مقاطعة آكرشوس في Wikivoyage.